# Frank Leduc
Pour les articles homonymes, voir Leduc.
Œuvres principales
- Duel, roman (2024)
- La mémoire du temps, roman (2020)
- Cléa, roman (2019)
- Le chaînon manquant, roman (2018)
- Point de rencontre, recueil de nouvelles (2022)
- Entrechats, recueil de nouvelles (2022)
- Un hôtel à Paris, recueil de nouvelles (2020)
- Quelques mots à vous dire..., recueil de nouvelles (2019)

Frank Leduc, né le 18 août 1968 à Paris, est un auteur et romancier français dont les œuvres sont classées dans les genres thriller et roman d'anticipation.

## Biographie
Cadre durant 18 ans dans la téléphonie au sein de l'entreprise SFR, Frank Leduc change radicalement de vie en 2014. Il s’installe dans le sud des Landes, près de Bayonne et commence une carrière de formateur et coach en management. Parallèlement, il consacre une part importante de son temps à l’écriture.
Passionné d'histoire, de sport et de nature, il est révélé en 2017 par son premier roman et best seller, Le Chaînon manquant,, aux Éditions Les Nouveaux Auteurs (Prisma Media) et Pocket. Un thriller scientifique dont l’intrigue repose en partie sur le mystère des origines humaines et avec lequel il remporte en 2018 le Grand prix Roman de l'été Femme Actuelle.
En 2019, est publié son second roman Cléa,, aux Éditions Les Nouveaux Auteurs (Prisma Media) et Pocket. Un thriller théologique se situant à Rome et au Vatican et qui inaugure pour l'occasion la toute nouvelle collection Les Nouveaux Auteurs puissance 2
En 2020 est publié son troisième roman, La mémoire du temps,, aux Éditions Les Nouveaux Auteurs (Prisma Media) et Pocket - Une intrigue sur deux époques reposant en partie sur la post-mémoire et les transmissions invisibles.
Duel est publié en Mars 2024, quatre ans après la sortie de son précédent roman,. C’est la première collaboration de Frank Leduc avec les Éditions Belfond. Il s’agit d’un thriller psychologique et vitaminé dont l’héroïne principale, Talia Sorel, est négociatrice du Raid. Duel est soutenu par le Centre national du livre et la romancière Céline Denjean. Roman avec lequel il remporte le Prix des bibliothécaires de Mulhouse dans le cadre du Festival Sans Nom 2024, ainsi que le Prix Calibre 47 lors du festival Polar'Encontre 2025.
Il participe également à plusieurs recueils de nouvelles, Quelques mots à vous dire (2019), Un hôtel à Paris (2020), Point de rencontre (2022) et Entrechats (2022), tous co-écrits avec trois lauréates des Prix Roman de l'été Femme actuelle (Émilie Riger, Rosalie Lowie et Dominique Van Cotthem) et illustrés par le photographe Ergé,. 

## Distinction
- Lauréat du prix « Roman de l'été » de Femme Actuelle 2018[15] pour Le Chaînon manquant.
- Prix des bibliothécaires de Mulhouse, Festival sans nom 2024[16] pour Duel, Éditions Belfond.
- Prix Calibre 47, Festival Polar'Encontre 2025[17] pour Duel, Éditions Belfond.

## Œuvre
- Le Chaînon manquant, Éditions Jet d'encre (2017). Éditions Les Nouveaux Auteurs et Prisma Media (2018) et Pocket (2021).
- Cléa, Éditions Les Nouveaux Auteurs et Prisma Media (2019).
- Quelques mots à vous dire..., Books on Demand, (2019).
- La Mémoire du temps, (2020). Roman aux Éditions Les Nouveaux Auteurs (Prisma Media) et Pocket (2022).
- Un hôtel à Paris. Recueil de nouvelles, Books on Demand (2020).
- Point de rencontre. Recueil de nouvelles, Books on Demand (2022).
- Entrechats. Recueil de nouvelles, Books on Demand (2022).
- Duel, Éditions Belfond (2024).